# 中央 (江戸川区)
中央（ちゅうおう）は、東京都江戸川区の町名。現行行政地名は中央一丁目から四丁目。住居表示実施済み区域である。

## 地域
隣接する地域は、北は本一色一丁目および葛飾区新小岩、東は松本一丁目および大杉一・五丁目、南は松江一・二丁目、西は松島一・二・三丁目。
江戸川区北西部に位置する同区役所所在地。国道14号（千葉街道・京葉道路）が地区の北・西・南に面し、同区の道路交通の中核的役割も持つ。
区役所以外にも、大ホールや小ホールを兼ね備えた江戸川区総合文化センターや区内最大規模の中央図書館など、多くの公共施設がある。

## 地名の由来
江戸川区役所が所在し、同区の行政上の中心地であることから。江戸川区の地理的中心からは若干北西に寄る。

## 世帯数と人口
2025年（令和7年）1月1日現在（江戸川区発表）の世帯数と人口は以下の通りである。
| 丁目       | 世帯数    | 人口     |
| ---------- | --------- | -------- |
| 中央一丁目 | 2,013世帯 | 3,942人  |
| 中央二丁目 | 2,232世帯 | 4,366人  |
| 中央三丁目 | 1,288世帯 | 2,620人  |
| 中央四丁目 | 1,774世帯 | 3,452人  |
| 計         | 7,307世帯 | 14,380人 |

### 人口の変遷
国勢調査による人口の推移。
| 年                 | 人口   |
| ------------------ | ------ |
| 1995年（平成7年）  | 11,738 |
| 2000年（平成12年） | 12,798 |
| 2005年（平成17年） | 13,692 |
| 2010年（平成22年） | 14,325 |
| 2015年（平成27年） | 14,241 |
| 2020年（令和2年）  | 14,206 |

### 世帯数の変遷
国勢調査による世帯数の推移。
| 年                 | 世帯数 |
| ------------------ | ------ |
| 1995年（平成7年）  | 4,576  |
| 2000年（平成12年） | 5,155  |
| 2005年（平成17年） | 5,755  |
| 2010年（平成22年） | 6,145  |
| 2015年（平成27年） | 6,144  |
| 2020年（令和2年）  | 6,573  |

## 学区
区立小・中学校に通う場合、学区は以下の通りとなる(2017年12月時点)。なお、江戸川区では学校選択制度を導入しており、区内全域から選択することが可能。。
| 丁目       | 番地                                                             | 小学校                   | 中学校                   |
| ---------- | ---------------------------------------------------------------- | ------------------------ | ------------------------ |
| 中央一丁目 | 1〜25番 28〜29番                                                 | 江戸川区立第三松江小学校 | 江戸川区立松江第三中学校 |
| 中央一丁目 | 26〜27番                                                         | 江戸川区立大杉小学校     | 江戸川区立松江第三中学校 |
| 中央二丁目 | 全域                                                             | 江戸川区立大杉小学校     | 江戸川区立松江第三中学校 |
| 中央三丁目 | 11〜14番 20〜26番                                                | 江戸川区立大杉小学校     | 江戸川区立松江第三中学校 |
| 中央三丁目 | 1〜10番 15番1〜10号 15番20号〜最終号 16番1〜4号 16番31号〜最終号 | 江戸川区立第三松江小学校 | 江戸川区立松江第三中学校 |
| 中央三丁目 | 15番11〜19号 16番5〜30号 17〜19番                                | 江戸川区立鹿本小学校     | 江戸川区立鹿本中学校     |
| 中央四丁目 | 19番1〜31号 19番41号〜最終号                                     | 江戸川区立本一色小学校   | 江戸川区立鹿本中学校     |
| 中央四丁目 | 1〜18番 19番32〜40号 20〜25番                                    | 江戸川区立第三松江小学校 | 江戸川区立松江第三中学校 |

## 事業所
2021年（令和3年）現在の経済センサス調査による事業所数と従業員数は以下の通りである。
| 丁目       | 事業所数  | 従業員数 |
| ---------- | --------- | -------- |
| 中央一丁目 | 206事業所 | 3,919人  |
| 中央二丁目 | 219事業所 | 1,666人  |
| 中央三丁目 | 182事業所 | 1,710人  |
| 中央四丁目 | 161事業所 | 1,562人  |
| 計         | 768事業所 | 8,857人  |

### 事業者数の変遷
経済センサスによる事業所数の推移。
| 年                 | 事業者数 |
| ------------------ | -------- |
| 2016年（平成28年） | 793      |
| 2021年（令和3年）  | 768      |

### 従業員数の変遷
経済センサスによる従業員数の推移。
| 年                 | 従業員数 |
| ------------------ | -------- |
| 2016年（平成28年） | 6,387    |
| 2021年（令和3年）  | 8,857    |

## 交通

### 公共交通
鉄道
町域内に鉄道駅は存在しない。中央四丁目からは総武線新小岩駅が徒歩利用可能圏に入るが、それ以外は至近鉄道駅から1km以上離れた鉄道空白地帯に属する。以下に最寄駅を挙げる。
- 東日本旅客鉄道（JR東日本）
  - 総武線：新小岩駅（葛飾区新小岩所在）
- 東京都交通局（都営地下鉄）
  - 新宿線：船堀駅（江戸川区船堀所在）

路線バス
新小岩駅、小岩駅、錦糸町駅、両国駅、亀戸駅、船堀駅、一之江駅、篠崎駅、葛西駅、西葛西駅へ行くことができる。
- 都営バス
  - 新小21 ： 新小岩駅〜江戸川区役所〜松江〜船堀駅〜宇喜田〜西葛西駅
  - 新小22 ： 新小岩駅〜江戸川区役所〜松江〜一之江駅〜今井〜葛西駅
  - 錦27 ： 両国駅〜錦糸町駅〜亀戸駅通り〜小松川三丁目〜江戸川区役所〜菅原橋〜小岩駅
  - 錦27-2 ： 船堀駅〜江戸川区役所〜菅原橋〜小岩駅
  - 新小29 ： 東新小岩四丁目〜新小岩駅北口〜菅原橋〜松江〜一之江駅〜葛西駅
  - 新小29-2 ： 東新小岩四丁目〜新小岩駅北口〜菅原橋〜松江〜一之江駅〜葛西駅〜東京臨海病院

- 京成バス
  - 小74　： 小岩駅〜菅原橋〜江戸川区役所〜小松川警察署（京成タウンバス）

### 道路
道路
- 国道14号（千葉街道）
- 国道14号（京葉道路）
- 東京都道308号千住小松川葛西沖線（平和橋通り・船堀街道）

## 施設
行政
- 江戸川区役所
- 江戸川消防署
- 日本年金機構江戸川年金事務所
- 東京法務局江戸川出張所
- 江戸川保健所
- 東京都税事務所
- 江戸川区総合文化センター
- 江戸川区立中央図書館

商業
- コジマ×ビックカメラ江戸川店
- サミット江戸川区役所前店

教育
- 江戸川区立松江小学校
- 江戸川区立第三松江小学校
- 江戸川区立松江第三中学校

公園・スポーツ・レクリエーション
- 中央一丁目公園(中央一丁目)
- 中央一丁目東公園(中央一丁目)
- 中央二丁目公園(中央二丁目)
- 中央三丁目公園(中央三丁目)
- 中央森林公園(中央四丁目)
- 文化センター公園(中央四丁目)
- 小松川境川親水公園

福祉施設
- 社会福祉法人みなみ 中央ケアセンター

## 史跡
- 円明寺

## その他

### 日本郵便
- 郵便番号 : 132-0021[3]（集配局 : 江戸川郵便局[15]）。